# S.D.I. (zespół muzyczny)
S.D.I. (Satan's Defloration Incorporated) – niemiecki, kultowy zespół thrash/speed metalowy. Szerzej znany tylko czytelnikom podziemnych zinów z lat 80. Założyli go w 1985 roku w Osnabrück dawni członkowie grupy Black Jack CO: wokalista/basista Reinhard Kruse i perkusista Ralf Maunert. W roku 1986 zwerbowany został kolejny ex-członek zespołu – gitarzysta Franck Tiesing, co zaowocowało nagraniem dema "Bloodsucker". Poprzedził on debiutancki album "Satan's Defloration Incorporated", dwa lata później ukazała się zaś kolejna płyta – "Sign of the Wicked". W 1989 r. – po odejściu z powodów osobistych Tiesinga i zastąpieniu go przez Rainera Rage'a – ukazał się trzeci, ostatni album grupy – "Mistreated", po czym zespół został rozwiązany. Pomimo pewnej dawki humoru (na co wskazuje już sama nazwa zespołu), grupa prezentuje dosyć mocne uderzenie – na równi z wczesnymi dokonaniami Messiah czy Soothsayer.
Dwaj protoplaści zespołu – Reinhard Kruse i Ralf Maunert oraz Bülent Sendallar i Stefan "Føhni" Goedereis w 2002 r. założyli zespół Ingjenøre.
W listopadzie 2005 r. Battle Cry Records wznowiła wydania wszystkich dotychczasowych albumów S.D.I., dodając także 11 nigdy niepublikowanych utworów nagranych podczas pracy nad czwartym albumem: pierwszy z nich zawiera dodatkowo: Back To The Earth, Cry For More i Get Lost, drugi: One More Time, Price On A White Horse, Ruling The World, Shut Up, trzeci zaś: I Don't Mind, In The Ass, Looking Good, Mad World.

## Dyskografia

### Dema
- Bloodsucker (1986)

### Albumy
- Satan's Defloration Incorporated (1986)
- Sign of the Wicked (1988)
- Mistreated (1989)